# Dausara
Dausara és un gènere d'arnes de la família Crambidae descrita per Walker el 1859.

## Taxonomia
- Dausara chiangmai Yoshiyasu, 1995
- Dausara latiterminalis Yoshiyasu, 1995
- Dausara marginalis (Moore, 1877)
- Dausara orionalis (Walker, 1859)
- Dausara pamirensis Arora & Mandal, 1974
- Dausara talliusalis Walker, 1859